# Осадчий Михайло Григорович
Михайло Григорович Осадчий (нар. 22 березня 1936, с. Курмани, Недригайлівський район, Сумська область — пом. 5 липня 1994, Львів) — український журналіст і письменник. Дисидент, політичний в'язень СРСР, один із засновників Української асоціації незалежної творчої інтелігенції (УАНТІ).

## Життєпис

### Ранні роки
Народився в родині селян-колгоспників.
1958 — закінчив факультет журналістики Львівського університету, відтак працював редактором і старшим редактором Львівської телестудії.
З 1960 працював викладачем у Львівському університеті. Водночас був редактором університетської багатотиражної газети, заступником секретаря партійної організації факультету з ідейно-виховної роботи.
1962 — став членом КПРС.
1963–1964 — працював інструктором із питань преси Львівського обласного комітету КПУ. Член Спілки журналістів України.
1965 — отримав підвищення: став старшим викладачем кафедри журналістики ЛДУ.
Без аспірантури та наукового керівника написав і успішно захистив 25 червня 1965 кандидатську дисертацію на тему «Журналістська діяльність Остапа Вишні (1919–1933)».
Крім наукової й викладацької діяльності, виступав у обласній та київській пресі як журналіст і літературознавець, а також публікував художні твори. Видавництво «Каменяр» випустило збірку його віршів «Місячне поле», весь тираж якої було знищено відразу ж після арешту автора.

### Перше ув'язнення
28 серпня 1965 — заарештований за звинуваченням в «антирадянській агітації та пропаганді». Відтак на судовому засіданні 18 квітня 1966 його засудили на два роки таборів суворого режиму. Наступного дня, 19 квітня, у засудженого народився син.
Покарання відбував у таборі № 11 в селищі Явас (Мордовська АРСР). Працював столяром, захворів на виразку шлунка. Під час обшуку в грудні 1966 в Михайла Осадчого конфіскували зошит із власними віршами та перекладами Гарсія Лорки й балтійських поетів.

### Життя після концтабору
Після звільнення з концтабору не міг прописатися у Львові та влаштуватися на роботу. Його неодноразово затримували органи міліції за порушення паспортного режиму. Нарешті М.Осадчому пощастило прописатися у Львівській області й влаштуватися робітником на Львівському комбінаті глухонімих.
Написав біографічну повість про Остапа Вишню «Геній сміху, або Зустріч із вождем», де розкрив маловідому сторінку стосунків літераторів із партійними вождями 1920-х років.
1968 — написав повість «Більмо» й спитав думку про неї в Івана Світличного. Після прочитання той сказав, що книга дуже цікава, але потребує літературного опрацювання. Тож «Більмо» фактично написав Ярослав Ступак з умовою, що його участь в роботі над книгою залишиться таємницею. Через московських дисидентів Осадчий передав рукопис книги на Захід, де вона 1971 вперше вийшла друком, стала відомою й одразу була перекладена англійською, німецькою, французькою, іспанською, російською та китайською мовами. 1972 року «Більмо» посіло 6-е місце серед 102 бестселерів у Франції.

### Друге ув'язнення

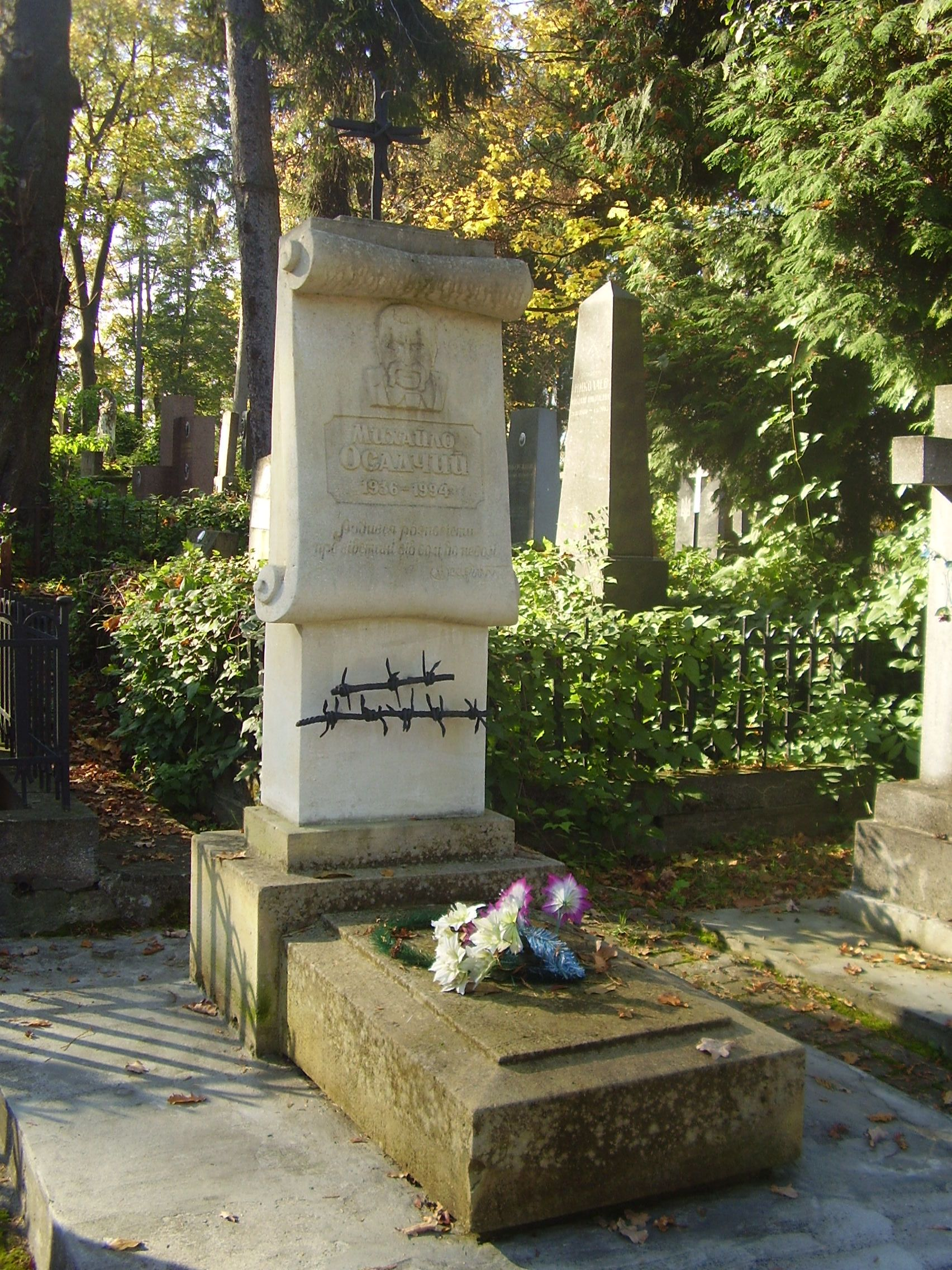
Могила Михайла Осадчого на 69 полі Личаківського цвинтаря

У січні 1972 Михайла Осадчого заарештовано вдруге. Разом з іншими представниками української інтелігенції його звинувачували в «антирадянській агітації та пропаганді». Але поза тим, Осадчому інкримінували ще й написання статей, віршів і прози, зокрема, повісті «Більмо». Рецензії на його твори писали доктор філологічних наук Микола Матвійчук, кандидат філологічних наук Михайло Нечиталюк та поет Георгій Книш. Їхній висновок став підставою для засудження Осадчого.
5 вересня 1972 — на закритому судовому засіданні засуджений за статтею 62 Кримінального кодексу УРСР до 7 років таборів особливо суворого режиму та 3 років заслання. Удруге відбував кару в таборі ЖХ-385-1 в селищі Сосновка Зубово-Полянського району Мордовії.
1973 — помер його батько Григорій.
Наприкінці 1974 в'язня Осадчого перевели з табору суворого режиму до тюрми КДБ. Тамтешні офіцери лейтенант Єрмоленко і старший лейтенант Шумейко запропонували співпрацю в обмін на свободу. Коли ж Осадчий їм відмовив, пообіцяли розправитися з його родиною. Після того в рідному селі Осадчого невідомі побили його 70-річну матір Олену. Про це Михайлові розповів його співкамерник-сексот О.Громов. Водночас брата Володимира, який мешкав у Сумах, викликав на розмову до Львова генерал КГБ Полудень і запропонував співпрацю, але дістав відмову.
5 січня 1975 — самого Осадчого побили й намагалися зґвалтувати «кримінальники» Гуцуляк і Бельмьосов. 10 лютого напередодні повернення з в'язниці в табір Бельмьосов попередив Осадчого, що його вб'ють на засланні, а брата — на волі.
У березні 1975 року Володимир Осадчий за посередництвом одного зі своїх колег познайомився з «кримінальниками», які відбували покарання в Сумах на будівництві. Тоді вони пограбували крамницю, а Володимира Осадчого затримали як свідка у справі. Одразу після виходу зі слідчого ізолятора 5 квітня 1975 група кримінальників викинула посеред вулиці 40-річчя Жовтня тіло Володимира Осадчого. Його вбили ударом у скроню.
Через смерть брата Михайло голодував 39 днів. За той час удалося дізнатись тільки те, що над тілом покійного Володимира провели дві експертизи: перша засвідчила його вбивство, а друга — ненасильницьку смерть. Через те Михайло Осадчий неодноразово звертався з концтабору до всіх знайомих із проханням приватно вивчити справу щодо загибелі його брата. Також він продовжував голодування: як у день народження Володимира — 16 листопада, так і в день його смерті — 5 квітня.
Коли розслідування загибелі Володимира не дало результату, Михайло 1977 року надіслав листа генеральному секретареві ЦК КПРС Леонідові Брежнєву зі скаргою на ув'язнення та застереженням, що його теж можуть убити. Коли й ця скарга виявилася безрезультатною, 1978 року Осадчий звернувся до американського народу, сенату й президента США Джиммі Картера з проханням надати йому американське громадянство. Того ж 1978 року українська діаспора присудила Михайлові Осадчому літературну премію імені Івана Франка.

### На засланні в Милві
У січні 1979 прибув на заслання в село Милва біля селища Троїцько-Печорськ (Комі АРСР). Працював кочегаром й, одержавши десятиденну відпустку, вперше зміг відвідати родину у Львові.
Після повернення зі Львова працював охоронцем. Тоді за нез'ясованих обставин згорів склад, який він охороняв, і 4 жовтня 1979 проти нього порушили кримінальну справу (кваліфікація — «необережне знищення або пошкодження державного або громадського майна»). Сума збитку склала 1500 карбованців. Михайлові Осадчому була надана можливість уникнути кримінальної відповідальності, якщо він сплатить зазначену суму до 1 січня 1980, але він, певна річ, таких грошей не мав. Від в'язниці Осадчого врятував відомий російський дисидент Андрій Сахаров, який 29 грудня перерахував необхідну суму органам міліції Комі АРСР.

### Повернення й життя за часів незалежності
Після заслання повернувся до Львова, але довго не міг влаштуватися на роботу за спеціальністю й був змушений працювати вантажником, двірником і кочегаром.
У листопаді 1987 був одним з ініціаторів створення Української асоціації незалежної творчої інтелігенції (УАНТІ).
2 грудня 1987 невідомі ввірвалися в його помешкання й побили його. Йому також неодноразово по телефону погрожували розправою.
1988 — став редактором самвидавного журналу «Кафедра».
22 грудня 1988 — офіційно попереджений про кримінальну відповідальність за «дармоїдство».
1991 — захистив докторську дисертацію в Українському вільному університеті (Мюнхен).
1993 — став доцентом кафедри журналістики Львівського університету. Водночас був почесним членом швейцарського відділення ПЕН-клубу, а також членом Львівського відділення Спілки письменників України.
Помер 5 липня 1994 року у віці 58 років у Львові. Похований на полі 69 Личаківського цвинтаря.

## Афоризми
- «Жити можна. Тут можна, як ніде. Якщо була колись найдемократичніша держава, то це був лише (конц-)табір» (повість «Більмо», 1968)
- «Митець мусить втікати з життя для того, щоби його впізнати. Мусить втікати з життя, дріб'язкового побуту, тому що він розносить митця на частки. Митець мусить, як Демокріт, виколоти собі очі, щоб нарешті заглянути в середину суті, щоб пізнати її, щоб пізнати істину життя» (повість «Більмо», 1968)
- «Україно, зозульні діброви, Україно, далеко єси… Україно, яка ж ти чудова, Усміхнись у серпанку краси» («На обмерзлих…», 1966).

## Вшанування пам'яті
У Сумах існує провулок Михайла Осадчого.
Книга Михайла Осадчого «Більмо» ввійшла в довідник «1001 книга, які ти повинен прочитати, перш ніж померти»

## Твори
- М.Осадчий. Більмо: Автобіографічний нарис.— Париж-Балтимор: Смолоскип, 1971. — 207 с.
- М.Осадчий. Зустріч із вождем. // Український вісник, 1987, № 8.— С. 18-25.
- М. Осадчий. Бельмо : Автобиографический очерк (Б. м. : Сучаснисть, 1980) — pdf.